# Марина ди Андрано (Лече)
Марина ди Андрано (итал. Marina di Andrano) је насеље у Италији у округу Лече, региону Апулија.
Према процени из 2011. у насељу је живело 54 становника. Насеље се налази на надморској висини од 28 м.